# 海斯維爾 (北卡羅萊納州)
海斯維爾（英語：Hayesville）是一個位於美國北卡羅萊納州克萊縣的城鎮。同時該地也是克萊縣的縣治。

## 人口
根據2020年美國人口普查的數據，海斯維爾的面積為1.65平方千米，皆為陸地。當地共有人口461人，而人口密度為每平方千米279人。